# König der Herzen
König der Herzen ist ein deutsch-österreichischer Fernsehfilm. Die Hauptrolle spielt Florian Silbereisen.

## Handlung
Florian König ist Anfang 20 und lebt bei seiner Mutter. Er hilft ihr, wo er kann.
In der Wochenzeitung „Bad Ausseer Bote“ berichtet er über ein Findelkind, welches in der Babyklappe des Krankenhauses von Bad Aussee abgegeben wurde, und wird daraufhin von Chefredakteur Anton Grimmeisen entlassen. Als aber die Herausgeberin Caroline Moosbichler davon erfährt, fordert sie die sofortige Wiedereinstellung Florians. Er soll an der Geschichte dranbleiben.
Dabei findet er heraus, dass die Mutter aus purer Verzweiflung gehandelt hat, und er kommt der Liebe zwischen Jutta Lechner und Thomas Gschnitzer auf die Spur. Aus dieser Liebe stammt das Kind.
Leider sind die beiden Familien zerstritten und stehen dem Glück der beiden im Weg. Thomas ist nach Kanada ausgewandert. Florian veröffentlicht die Geschichte unter dem Titel Romeo und Julia auf der Alm und kann den uralten Streit der Familie schlichten. Am Ende erhält er mit König der Herzen seine eigene Kolumne.

## Produktionsnotizen
Produzent Karl Spiehs, der schon Roy Black, Chris Roberts und viele andere Schlagersänger erfolgreich ins Filmbusiness brachte, war auf den Lausbub der Volksmusik Florian Silbereisen aufmerksam geworden. Der Film wurde von Lisa Film für Degeto Film und den ORF produziert. Produktionsleiter war David Spiehs. Die Dreharbeiten fanden im Ausseerland in der Steiermark statt. Silbereisen singt die Lieder Aber Dirndl sei gscheid, La-Le-Lu, Wenn nichts mehr hilft, Ich glaube an Gott und Eine weiße Hochzeitskutsche. Die Erstausstrahlung der romantischen Komödie fand am 31. März 2006 im Ersten und im ORF statt.

## Kritiken
TV Spielfilm bezeichnete den Film als puren Kitsch.